# Hyphoderma multicystidium
Hyphoderma multicystidium ist eine Ständerpilzart aus der Familie der Fältlingsverwandten (Meruliaceae). Sie bildet teppichartige, membranöse Fruchtkörper von weißlicher Farbe aus und wächst auf Sträuchern. Die Art ist in weiten Teilen Europas verbreitet.

## Merkmale

### Makroskopische Merkmale
Hyphoderma multicystidium besitzt für die Gattung Hyphoderma typische, resupinate, membranös-wachsartige Fruchtkörper, die zunächst kreisförmig in Gruppen wachsen und später verschmelzen. Sie sind jung weißlich bis cremefarben, im Alter oder in trockenem Zustand dunkler bis fast ockerfarben. Ihr Hymenium ist unter dem bloßen Auge glatt, unter der Lupe offenbaren sich jedoch feinde Boren und hervorstehende Zystiden. Der Rand ist faserig oder rhizomorph.

### Mikroskopische Merkmale
Wie bei allen Hyphoderma-Arten ist die Hyphenstruktur von Hyphoderma multicystidium monomitisch, weist also ausschließlich generative Hyphen auf. Die 2–3 µm breiten Hyphen sind hyalin, dünnwandig und reich verzweigt. Ihre Septen weisen stets Schnallen auf. Die Zystiden sind zahlreich, zylindrisch und stumpf. Mit 60–80 × 5–7 µm ragen sie etwas über die Fruchtschicht hinaus. Die Basidien der Art sind keulenförmig und leicht tailliert sowie mit Öltröpfchen besetzt. Sie besitzen vier, seltener zwei Sterigmata und messen 35–50 × 5–7 µm. An der Basis besitzen sie eine Schnalle. Ihre Sporen sind ellipsoid, hyalin und dünnwandig. Sie messen 10–12 × 4–5 µm und besitzen mehrere kleine oder wenige große Öltropfen im Protoplasma.

## Verbreitung
Die bekannte Verbreitung der Art umfasst weite Teile Europas von den Kanaren bis nach Russland, sie gilt überall als selten.

## Ökologie
Hyphoderma multicystidium wächst auf Bedecktsamern wie Zistrosen (Cistus spp.), Baumheide (Erica arborea) sowie auf Juniperus macrocarpa. Sie ist typischerweise in Macchien- oder Heidegesellschaften anzutreffen.